# Premio Jaume Fuster
El premio Jaume Fuster para escritores en lengua catalana es un galardón que concede anualmente la Asociación de Escritores en Lengua Catalana a través de las votaciones de los socios. El premio distingue a un autor por la trayectoria de su obra completa. El nombre del premio quiere hacer un homenaje al escritor e intelectual Jaume Fuster i Guillemó (Barcelona, 1945 - id. 31 de enero de 1998), escritor y político español.

## Cronología
- 2016. Carles Hac Mor[3]
- 2015. Joan Margarit[4]
- 2014. Jaume Pérez Montaner[5]
- 2013. Isabel-Clara Simó[6]
- 2012. Josep Vallverdú
- 2011. Emili Teixidor
- 2010. Màrius Sampere
- 2009. María Barbal
- 2008. Montserrat Abelló
- 2007. Joan Francesc Mira
- 2006. Feliu Formosa
- 2005. Carme Riera
- 2004. Maria Antònia Oliver Cabrer
- 2003. Jaume Cabré
- 2002. Quim Monzó
- 2001. Jesús Moncada